# Sophisticated Lady (альбом Эллы Фицджеральд и Джо Пасса)
Sophisticated Lady — последний концертный альбом американской джазовой певицы Эллы Фицджеральд, записанный совместно с гитаристом Джо Пассом. Пластинка была выпущена лишь в 2001 году на лейбле Pablo Records под студийным номером PACD-5310-2 в формате CD.

## Список композиций
| №                   | Название                                                         | Текст песни                                      | Музыка                       | Длительность |
| ------------------- | ---------------------------------------------------------------- | ------------------------------------------------ | ---------------------------- | ------------ |
| 1.                  | Без названия (Ella’s Introduction of Joe)                        |                                                  |                              | 0:25         |
| 2.                  | «I’m Beginning to See the Light»                                 | Гарри Джеймс                                     | Дюк Эллингтон, Джонни Ходжес | 3:12         |
| 3.                  | «I Got It Bad (and That Ain’t Good)/Sophisticated Lady» (Medley) | Митчелл Пэриш, Пол Франсис Уэбстер, Ирвинг Миллс | Дюк Эллингтон                | 6:48         |
| 4.                  | «One Note Samba»                                                 | Ньютон Мендонка                                  | Антонио Карлос Жобин         | 7:08         |
| 5.                  | «Georgia on My Mind»                                             | Стюарт Горрелл                                   | Хоги Кармайкл                | 4:47         |
| 6.                  | «Gone with the Wind»                                             | Херб Магидсон                                    | Алли Врубель                 | 3:14         |
| 7.                  | «Bluesette»                                                      | Норман Гимбел                                    | Тутс Тилеманс                | 3:49         |
| 8.                  | «Old Folks»                                                      | Дедетт Ли Хилл                                   | Уиллард Робинсон             | 5:04         |
| 9.                  | «Wave»                                                           | Антонио Карлос Жобин                             | Антонио Карлос Жобин         | 5:19         |
| 10.                 | «Cherokee»                                                       | Рэй Ноубл                                        | Рэй Ноубл                    | 5:34         |
| 11.                 | «Take Love Easy»                                                 | Джон Латуш                                       | Дюк Эллингтон                | 6:14         |
| 12.                 | «Mood Indigo»                                                    | Ирвинг Миллс                                     | Дюк Эллингтон, Барни Бигард  | 2:29         |
| 13.                 | «Satin Doll»                                                     | Джонни Мёрсер                                    | Дюк Эллингтон                | 3:26         |
| Общая длительность: | Общая длительность:                                              | Общая длительность:                              | Общая длительность:          | 57:29        |

## Участники записи
- Элла Фицджеральд — вокал.
- Джо Пасс — гитара.